# Klas Ingesson
Klas Inge Ingesson (Ödeshög, 1968. augusztus 20. – Ödeshög, 2014. október 29.) svéd edző és válogatott labdarúgó.
A svéd válogatott tagjaként részt vett az 1990-es és az 1994-es világ-, illetve az 1992-es Európa-bajnokságon.
Hosszan tartó betegség után 2014. október 29-én hunyt el csontvelőrákban.

## Sikerei, díjai
IFK Götborg
- Svéd bajnok (1): 1990
- UEFA-kupa győztes (1): 1986–87

Bologna
- Intertotó-kupa győztes (1): 1998

Svédország
- Világbajnoki bronzérmes (1): 1994
- Európa-bajnoki harmadik helyezett (1): 1992